# تقريب التهذيب
تقريب التهذيب هو كتاب من كتب الجرح والتعديل، ألفه الحافظ ابن حجر العسقلاني (773-852)، حيث أن المؤلف ألف كتابه تهذيب التهذيب وهو اختصار لتهذيب الكمال للحافظ المزي، ثم قام ابن حجر باختصار تهذيبه بهذا الكتاب تقريب التهذيب، وتتمثل أهمية الكتاب بأنه دليل متكامل بأسماء رواة كتب الأحاديث النبوية الشريفة الستة، وقد اقتصر فيه ابن حجر على اسم المترجم له مختصرا، ودرجة توثيقه، ووظيفته، والعلامات التي ذكرها له المزي، وتميز الكتاب بأنه ذكر مؤلفات أصحاب الكتب الستة، ولخص الكلام على الراوي بعبارة قصيرة جامعة محررة.

## نبذة عن ابن حجر
هو أحمد بن علي بن محمد بن حجر العسقلاني المصري الشافعي أبو الفضل الحافظ أحد أشهر علماء الحديث والجرح والتعديل
له أكثر من 150 كتاب أهمها فتح الباري في شرح صحيح البخاري والإصابة في تمييز الصحابة وتهذيب التهذيب ولسان الميزان وتعجيل النفعة، ولد بمصر سنة 773 هـ وفيها توفي سنة 852 هـ.

## سبب تأليف كتاب تقريب التهذيب
شرح ابن حجر في المقدمة الأسباب التي دعته لتأليف كتابه تقريب التهذيب وهي: اختصار كتاب تهذيب التهذيب الكبير الحجم .
وهو يحكم على شخص بحكم يشمل أصح ما قيل فيه بألخص عبارة بحيث لا تزيد ترجمة كل شخص على سطر واحد غالبا يجمع نسبه ولقبه وكنيته وعصره وصفته من حيث الجرح والتعديل .
وهكذا انحصر الكلام على أحوالهم في اثنتي عشرة مرتبة وحصر طبقاتهم في اثنتي عشرة طبقة.

## وقت فراغه من الكتاب وعدد تراجمه
فرغ منه يوم الأربعاء 14 جمادى الآخرة 827 هـ. ذكر ذلك ابن حجر في خاتمة كتابه. وعدد تراجمه (8826) ترجمة.

## المراتب
- الأولى: الصحابة .
- الثانية: ثقة حافظ أو ثقة ثقة .
- الثالثة: ثقة أو عدل أو ثبت .
- الرابعة: صدوق أو لا بأس به .
- الخامسة: صدوق سيء الحفظ أو له أوهام أو رمي ببدعة .
- السادسة: مقبول .
- السابعة: مستور .
- الثامنة: ضعيف .
- التاسعة: مجهول .
- العاشرة: متروك .
- الحادية عشرة: من اتهم بالكذب .
- الثانية عشرة: كذاب أو وضاع .

## الطبقات الزمنية
- الأولى: الصحابة .
- الثانية: كبار التابعين .
- الثالثة: الوسطى من التابعين .
- الرابعة: طبقة جل روايتها عن كبار التابعين .
- الخامسة: صغار التابعين .
- السادسة: لم يلتقوا أحدا من الصحابة .
- السابعة: كبار أتباع التابعين .
- الثامنة: الوسطى من أتباع التابعين .
- التاسعة: الصغرى من أتباع التابعين .
- العاشرة: كبار الآخذين عن أتباع التابعين .
- الحادية عشرة: الوسطى من الآخذين عن تبع الأتباع .
- الثانية عشرة: صغار الآخذين عن أتباع التابعين .

## أمثلة توضيحية
- إبراهيم بن عبد الرحمن السكسكي أبو إسماعيل الكوفي: صدوق ضعيف الحفظ من الطبقة الخامسة .
- أحمد بن محمد بن حنبل بن هلال بن أسد الشيباني أبو عبد الله: أحد الأئمة ثقة حافظ فقيه حجة وهو رأس الطبقة العاشرة .
- أبو ظبيان القرشي: مجهول من الطبقة الثانية .
- أسامة بن زيد بن حارثة الكلبي الأمير: صحابي مشهور .